# Comuna Isaieve, Mîkolaiivka
Isaieve (în ucraineană Ісаєве) este o comună în raionul Mîkolaiivka, regiunea Odesa, Ucraina, formată din satele Isaieve (reședința) și Novotroiițke.

## Demografie
Componența lingvistică a comunei Isaieve
     Ucraineană (97,06%)
     Română (1,34%)
     Rusă (1,09%)
     Alte limbi (0,13%)
Conform recensământului din 2001, majoritatea populației comunei Isaieve era vorbitoare de ucraineană (97,06%), existând în minoritate și vorbitori de română (1,34%) și rusă (1,09%).